# 오사코 아키노부
오사코 아키노부(일본어: 大迫 明伸, 1960년 11월 27일~)는 일본의 유도 선수, 지도자로 1988년 하계 올림픽에서 미들급 동메달을 획득했다. 은퇴 후에는 국제 유도 연맹 경기 심판으로 활동하고 있다.